# AgriKomp
Die  agriKomp GmbH entwickelt, konstruiert und montiert betriebsbereite Biogasanlagen für den landwirtschaftlichen Bereich und ist im gesamten europäischen Raum tätig. Bis Ende 2016 wurden weltweit über 850 Biogasanlagen mit einer Gesamtleistung von 250 MWel installiert. Die Gruppe beschäftigt ca. 330 Mitarbeiter in fünf Ländern. Der Unternehmenssitz befindet sich in Merkendorf in Mittelfranken. Grundlage für das Geschäft ist sowohl das Erneuerbare-Energien-Gesetz (EEG) in Deutschland als auch andere Fördermaßnahmen im regenerativen Energien-Segment in anderen Ländern. Neben dem reinen Anlagenbau erstrecken sich die Geschäftsfelder ebenfalls auf Repowering Maßnahmen und Dienstleistungen für die Biogasanlagen Branche. Der Geschäftsführer Robert Bugar leitet das Unternehmen zusammen mit den Prokuristen Elisabeth Lehmann und Frank Seeger.

## Geschichte
Das Unternehmen wurde im Jahre 2000 von Robert Bugar und Michael Engelhardt gegründet. Anfang der 1990er Jahre befassten sie sich mit der Produktion und energetischen Nutzung von Biogas aus Gülle, Mist und nachwachsenden Rohstoffen. Im Jahr 2001 wurde die erste Biogasanlage in Betrieb genommen. Fünf Jahre später wurde, für Schulungszwecke zusammen mit einem örtlichen Partner und der GIZ, die erste Biogasanlage in Kenia gebaut. Um die Gärsubstrat Analyse hausintern leisten zu können, wurde auch ein Biogaslabor eingerichtet. 2007 wurde eine spezielle Separator-Technologie entwickelt und 2008 wurde anlässlich der EuroTier Messe die Biogasanlage Güllewerk eingeführt, welches 2016 als Testanlage für eine wissenschaftliche Untersuchung der Universität Bonn diente. 2009 erhielt das Unternehmen den Innovationspreis des Bezirks Mittelfranken. Das Unternehmen belegt 2011 in Benchmark Beste Unternehmen DLG den 6. Platz unter allen Erneuerbaren Energien Erzeugern. 2013 erfolgte der Bau der ersten Biogasanlage in Kanada und eine Beteiligungen an der SCHNELL Motoren AG sowie die Wahl in Benchmark Beste Unternehmen DLG Platz 3 unter allen Erneuerbaren Energien Erzeugern. Die Biogasanlage agriSelect wurde 2014 in die Produktpalette der niedrigen Leistungsklasse bis 75 kWel aufgenommen.

## Beteiligungen und Partner
Das Unternehmen hat folgende Tochtergesellschaften:
- agriKomp France, Vertriebs- und Servicegesellschaft in Frankreich, Gründung 2006 in Soings-en-Sologne (Loir-et-Cher), 60 Arbeitnehmern in 2018[10]
- agriKomp Ltd., Vertriebs- und Servicegesellschaft in United Kingdom, Gründung 2010
- agriKomp Ltd. UK, Vertriebs- und Servicegesellschaft in Irland, Gründung 2010

Das Unternehmen hat folgende verbundene Unternehmen bzw. arbeitet mit folgenden Unternehmen im Verbund:
- ServiceUnion GmbH[11] und die Tochtergesellschaften
- agriKomp Slowakia s.r.o, Vertriebs- und Servicegesellschaft in Slowakei, Gründung 2010
- agriKomp Bohemia s.r.o, Vertriebs- und Servicegesellschaft in Tschechien, Gründung 2006
- agriKomp ENERGY d.o.o, Vertriebs- und Servicegesellschaft in Kroatien, Gründung 2016
- agriKomp Polska, Vertriebs- und Servicegesellschaft in Polen, Gründung 2010

## Produkte
Die Komplettanlagen umfassen Biogasanlagen mit einer elektrischen Leistung von 50 kWel bis 2,5 MWel, die durch das Kraft-Wärme-Kopplungs-Prinzip, Gesamtwirkungsgrade bis zu 85 % erreichen. Des Weiteren werden Biomethananlagen mit einer Einspeiseleistung von 125 Nm³/h, Gärproduktaufbereitung und Aufbereitungsanlagen zur Veredelung von Gärprodukten vertrieben. Darüber hinaus werden auch Komponenten für Biogasanlagen gefertigt und vertrieben. Diese sind Separator-/ Trenntechnik für Gärprodukte und Gülle, Rührwerkstechnik zur Durchmischung der Gärsubstrate, modulare Behälterbautechnik, Biogasspeichermembranen, Gasaufbereitungsanlagen und Einbringtechnik um Substrate in den Fermenter zu befördern. Seit 2015 entwickelt das Unternehmen auch Blockheizkraftwerke mit einem Leistungsbereich von 50 kWel bis 350 kWel und betreibt eine eigene Fertigung am Standort Merkendorf. Das Geschäftsfeld der Dienstleistungen umfasst den europaweiten Anlagen-, Elektro-, Labor- und BHKW-Service als auch Planung und Genehmigung von Biogasprojekten. 2016 wurde der Service und der After-Sales-Bereich im Hauptmarkt Deutschland mit dem Eintritt in das deutschlandweit vertretene Service-Netzwerk der ServiceUnion erweitert.